# Nilaparvata nigritarsis
Nilaparvata nigritarsis är en insektsart som beskrevs av Frederick Arthur Godfrey Muir 1926. Nilaparvata nigritarsis ingår i släktet Nilaparvata och familjen sporrstritar. Inga underarter finns listade i Catalogue of Life.